# Chuck Williams
Edward "Chuck" Williams (Boulder, Colorado; 6 de junio de 1946) es un exjugador de baloncesto estadounidense que disputó seis temporadas en la ABA y dos más en la NBA. Con 1,88 metros de estatura, jugaba en la posición de Base.

## Trayectoria deportiva

### Universidad
Jugó durante tres temporadas con los Buffaloes de la Universidad de Colorado en Boulder, perdiéndose casi entera su temporada júnior debido a una lesión en la rodilla.

### Profesional
Fue elegido en la septuagésimo sexta posición del Draft de la NBA de 1968 por Philadelphia 76ers, pero acabó firmando con los Pittsburgh Condors de la ABA dos años más tarde, en 1970. Allí jugó una temporada en la que promedió 9,5 puntos y 2,2 rebotes por partido.
Al año siguiente fue traspasado a Denver Rockets a cambio de Mickey Davis, donde tras jugar un año fue incluido en el draft de expansión por la llegada de nuevos equipos a la liga, siendo seleccionado por los San Diego Conquistadors. En su nuevo equipo se convirtió en titular indiscutible, siendo el segundo mejor anotador de su equipo por detrás de Stew Johnson, promediando 17,7 puntos por partido, y lideró la liga en asistencias con 7,0 por encuentro. Esa temporada disputó además su primer All-Star Game, en el que consiguió 5 puntos y 2 asistencias.
Mediada la temporada siguiente fue traspasado, junto con Red Robbins a los Kentucky Colonels a cambio de Jimmy O'Brien y una futura primera ronda del draft, quienes al término de la misma lo enviaron junto con Collis Jones a los Memphis Sounds. En los Sounds jugó una temporada como titular indiscutible, promediando 14,5 puntos y 7,1 asistencias por partido.
Tras desaparecer el equipo al año siguiente, fue seleccionado por los Virginia Squires en el draft de dispersión, quienes lo traspasaron a los Denver Nuggets a cambio de Fatty Taylor. Allí jugaría la última temporada de la liga, disputando de nuevo el All-Star, en el que consiguió 7 puntos y 4 asistencias. Al año siguiente el equipo se incorporó a la NBA, pero semanas después de comenzada la competición fue traspasado junto con Gus Gerard a los Buffalo Braves a cambio de Jim Price, donde jugaría sus dos últimas temporadas como profesional.

## Estadísticas de su carrera en la NBA y la ABA

### Temporada regular
| Temporada | Edad | Equipo                  | Liga  | P   | TIT | MIN  | TC  | TCA  | %TC  | 3P  | 3PA | %3P  | TL  | TLA | %TL  | R.OF. | R.DEF. | REB | ASIS | ROB | TAP | PER | FP  | PTS  |
| 1970-71   | 24   | Pittsburgh Condors      | ABA   | 83  |     | 21.6 | 3.2 | 7.4  | .437 | 0.0 | 0.0 | .250 | 3.0 | 3.8 | .785 | 1.1   | 1.1    | 2.2 | 2.0  |     |     | 1.8 | 1.9 | 9.5  |
| 1971-72   | 25   | Denver Rockets          | ABA   | 84  |     | 18.8 | 3.1 | 6.9  | .451 | 0.0 | 0.0 | .000 | 2.4 | 3.3 | .745 | 0.7   | 1.1    | 1.9 | 1.9  |     |     | 1.2 | 1.7 | 8.7  |
| 1972-73   | 26   | San Diego Conquistadors | ABA   | 83  |     | 37.0 | 5.9 | 12.3 | .478 | 0.0 | 0.1 | .143 | 5.9 | 7.5 | .791 | 0.9   | 1.9    | 2.8 | 7.0  |     |     | 2.8 | 3.3 | 17.7 |
| 1973-74   | 27   | TOTAL                   | ABA   | 90  |     | 32.0 | 4.5 | 10.2 | .441 | 0.0 | 0.1 | .333 | 3.3 | 4.2 | .783 | 0.9   | 1.9    | 2.8 | 6.2  | 1.0 | 0.1 | 2.8 | 2.2 | 12.4 |
| 1973-74   | 27   | San Diego Conquistadors | ABA   | 57  |     | 34.3 | 5.2 | 11.6 | .447 | 0.1 | 0.2 | .333 | 4.0 | 5.0 | .796 | 1.1   | 2.0    | 3.1 | 6.8  | 1.1 | 0.1 | 3.0 | 2.3 | 14.4 |
| 1973-74   | 27   | Kentucky Colonels       | ABA   | 33  |     | 27.9 | 3.3 | 7.8  | .426 | 0.0 | 0.1 | .333 | 2.2 | 2.9 | .742 | 0.6   | 1.7    | 2.3 | 5.2  | 0.8 | 0.1 | 2.6 | 2.0 | 8.8  |
| 1974-75   | 28   | Memphis Sounds          | ABA   | 81  |     | 39.1 | 5.9 | 11.9 | .494 | 0.1 | 0.3 | .417 | 2.6 | 3.2 | .815 | 0.7   | 2.0    | 2.7 | 7.1  | 1.4 | 0.2 | 2.1 | 2.0 | 14.5 |
| 1975-76   | 29   | Denver Nuggets          | ABA   | 79  |     | 32.0 | 4.3 | 8.4  | .514 | 0.0 | 0.1 | .000 | 2.4 | 2.9 | .814 | 0.5   | 2.1    | 2.7 | 4.7  | 1.5 | 0.1 | 2.3 | 2.7 | 11.0 |
| 1976-77   | 30   | TOTAL                   | NBA   | 65  |     | 13.3 | 1.2 | 3.2  | .371 |     |     |      | 1.0 | 1.3 | .782 | 0.4   | 1.2    | 1.6 | 2.0  | 0.5 | 0.0 |     | 0.9 | 3.4  |
| 1976-77   | 30   | Denver Nuggets          | NBA   | 21  |     | 14.8 | 1.7 | 4.4  | .376 |     |     |      | 1.4 | 1.9 | .769 | 0.4   | 1.2    | 1.6 | 2.1  | 0.4 | 0.0 |     | 1.2 | 4.8  |
| 1976-77   | 30   | Buffalo Braves          | NBA   | 44  |     | 12.6 | 1.0 | 2.7  | .368 |     |     |      | 0.9 | 1.1 | .792 | 0.4   | 1.1    | 1.5 | 2.0  | 0.5 | 0.1 |     | 0.8 | 2.8  |
| 1977-78   | 31   | Buffalo Braves          | NBA   | 73  |     | 27.4 | 2.8 | 6.0  | .477 |     |     |      | 1.6 | 1.9 | .826 | 0.4   | 1.5    | 1.9 | 4.3  | 0.7 | 0.1 | 2.1 | 1.9 | 7.3  |
| Total     |      |                         | TOTAL | 638 |     | 28.0 | 4.0 | 8.5  | .467 | 0.0 | 0.1 | .291 | 2.9 | 3.6 | .790 | 0.7   | 1.6    | 2.3 | 4.5  | 1.0 | 0.1 | 2.2 | 2.1 | 10.8 |
|           |      |                         | ABA   | 500 |     | 30.1 | 4.5 | 9.5  | .471 | 0.0 | 0.1 | .291 | 3.3 | 4.2 | .788 | 0.8   | 1.7    | 2.5 | 4.8  | 1.3 | 0.1 | 2.2 | 2.3 | 12.3 |
|           |      |                         | NBA   | 138 |     | 20.8 | 2.1 | 4.7  | .443 |     |     |      | 1.3 | 1.6 | .809 | 0.4   | 1.3    | 1.7 | 3.3  | 0.6 | 0.1 | 2.1 | 1.4 | 5.5  |

### Playoffs
| Temporada | Edad | Equipo                  | Liga | P  | MIN  | TCA | TC  | 3PA | 3P | TLA | TL  | R.OF. | REB | ASIS | ROB | TAP | PER | FP | PTS | %TC  | %3P  | %FT  | MIN  | PTS  | REB | AST |
| 1971-72   | 25   | Denver Rockets          | ABA  | 7  | 108  | 18  | 42  | 0   | 0  | 9   | 12  |       | 19  | 6    |     |     | 6   | 14 | 45  | .429 |      | .750 | 15.4 | 6.4  | 2.7 | 0.9 |
| 1972-73   | 26   | San Diego Conquistadors | ABA  | 4  | 158  | 27  | 61  | 0   | 0  | 23  | 30  | 4     | 10  | 21   |     |     | 16  | 12 | 77  | .443 |      | .767 | 39.5 | 19.3 | 2.5 | 5.3 |
| 1973-74   | 27   | Kentucky Colonels       | ABAA | 8  | 213  | 22  | 54  | 0   | 0  | 23  | 24  | 7     | 20  | 44   | 9   | 2   | 28  | 12 | 67  | .407 |      | .958 | 26.6 | 8.4  | 2.5 | 5.5 |
| 1974-75   | 28   | Memphis Sounds          | ABA  | 5  | 210  | 33  | 59  | 0   | 0  | 22  | 24  | 1     | 8   | 33   | 6   | 2   | 12  | 13 | 88  | .559 |      | .917 | 42.0 | 17.6 | 1.6 | 6.6 |
| 1975-76   | 29   | Denver Nuggets          | ABA  | 13 | 444  | 62  | 132 | 1   | 3  | 39  | 43  | 11    | 48  | 48   | 6   | 5   | 26  | 31 | 164 | .470 | .333 | .907 | 34.2 | 12.6 | 3.7 | 3.7 |
| Total     |      |                         | ABA  | 37 | 1133 | 162 | 348 | 1   | 3  | 116 | 133 | 23    | 105 | 152  | 21  | 9   | 88  | 82 | 441 | .466 | .333 | .872 | 30.6 | 11.9 | 2.8 | 4.1 |